# Dianafontänen
Dianafontänen, eller Dianabrunnen, är en skulptur i brons och marmor av Carl Milles. Dianafontänen finns i två utföranden, Dianafontänen I skapades 1927–1928 och finns i Tändstickspalatsets (59°19′54.62″N 18°4′10.81″Ö / 59.3318389°N 18.0696694°Ö) gård i Stockholm, Dianafontänen II skapades 1929–1930 och finns bland annat som kopia på Skytteholm, Ekerö kommun (59°19′12.79″N 17°39′50.86″Ö / 59.3202194°N 17.6641278°Ö). På torget i Tomelilla står en Dianafontän som skänktes av Milles till orten när han fått veta att orten tänkt uppkalla en gata efter honom som minne efter Tomelillautställningen 1927. I Tomelilla kallas skulpturen Artemis efter Dianas grekiska motsvarighet. "Diana" existerar även som ensam figur i brons, försedd med kjol.

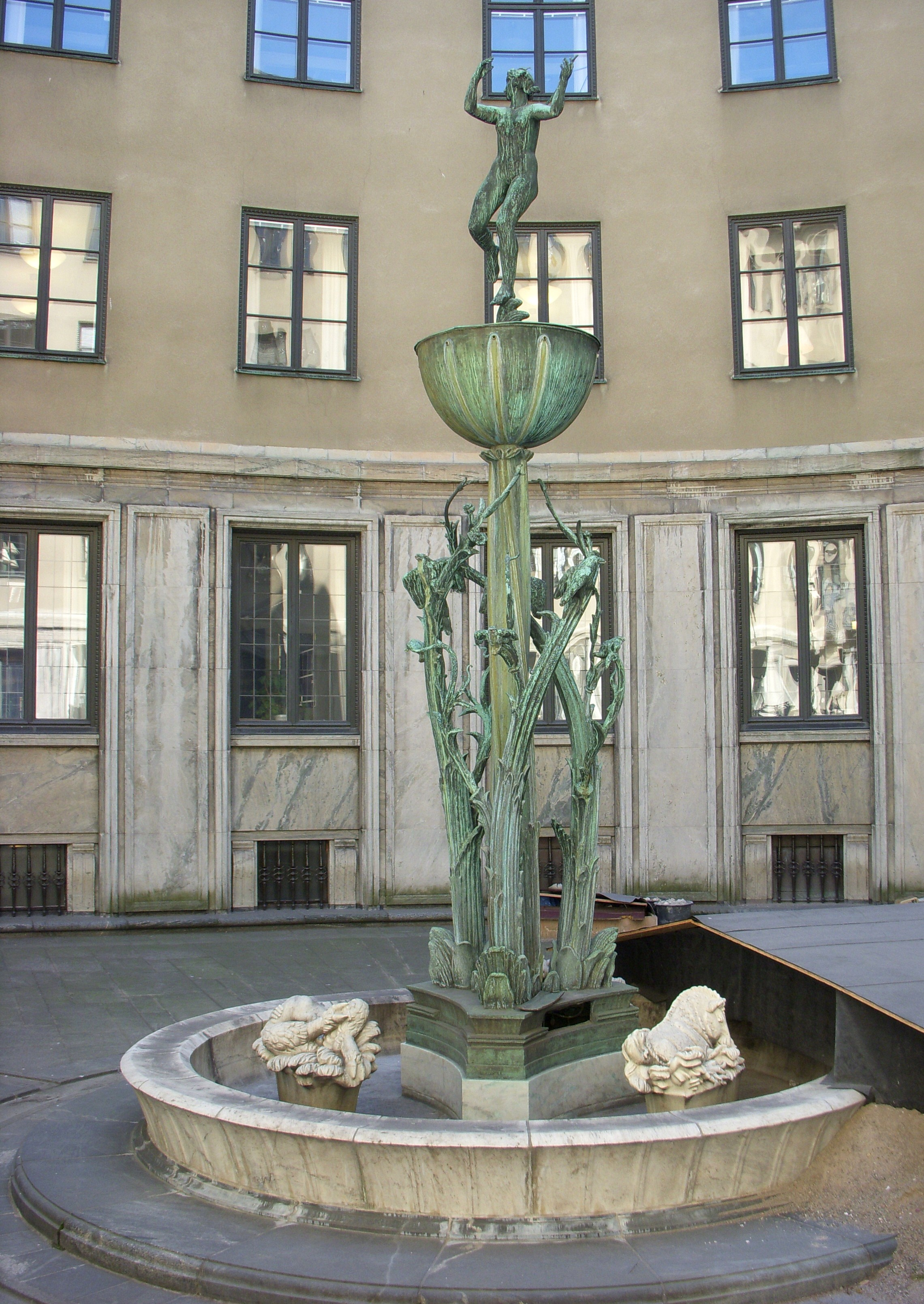
Dianafontänen I

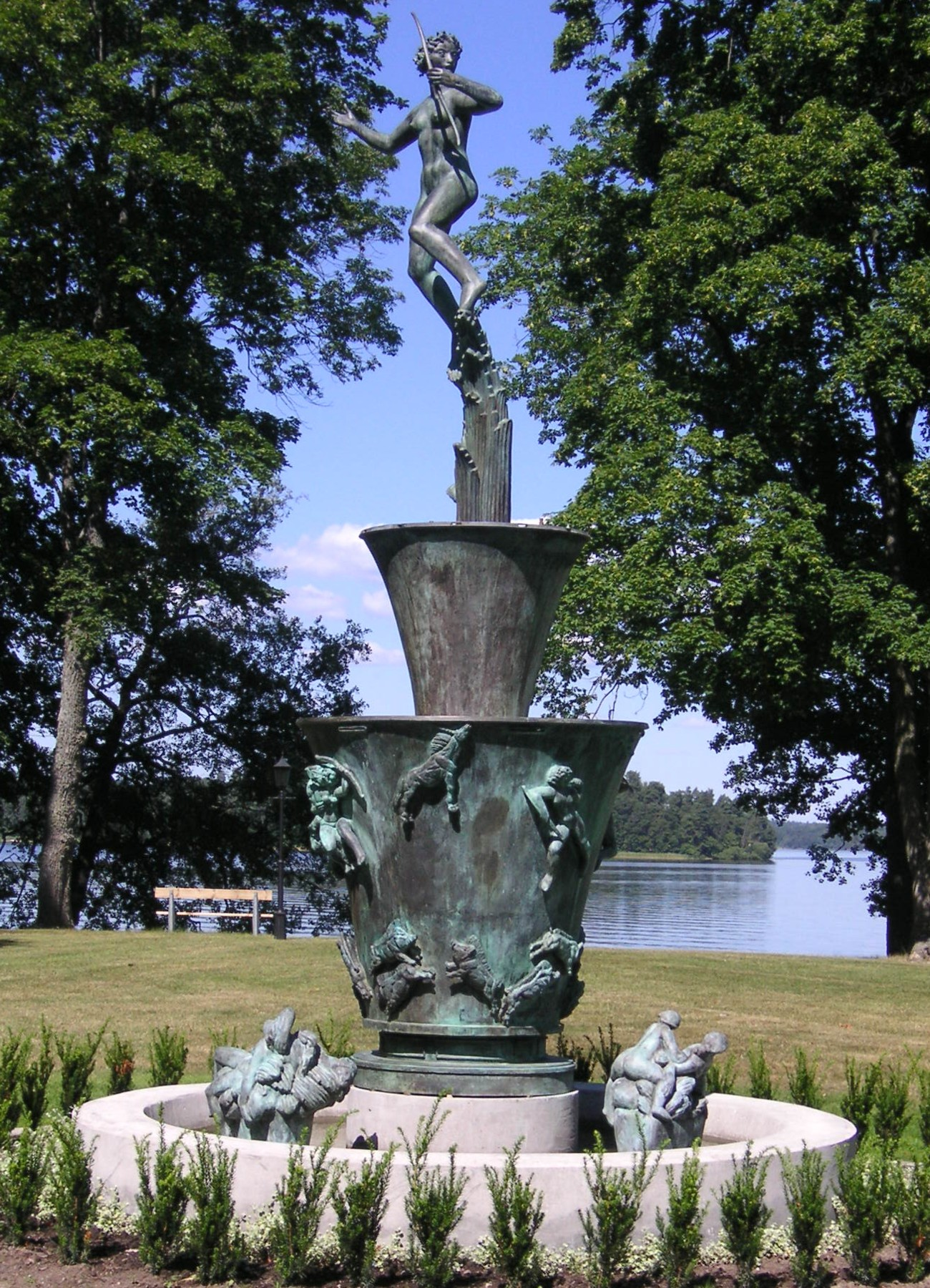
Dianafontänen II

## Dianafontänen I
Carl Milles och arkitekten Ivar Tengbom hade under 1920-talet flera gånger samarbetat och Tengbom var den enda bland arkitekterna som fann “nåd” inför Milles kritiska ögon . Efter Orfeusgruppen vid Konserthuset i Stockholm, där Tengbom hade varit arkitekt, var det nu dags att smycka Tändstickspalatsets gård, palatset som byggdes för finansmannen Ivar Kreuger vid Västra Trädgårdsgatan i Stockholm.
Här lyckades Milles och Tengbom med ett sådant harmoniskt samspel, att man inte vet om gården var skapad för brunnen eller tvärtom. Gården omsluter Dianabrunnen från alla sidor, vilket gör den till gårdens centrum. Gården är ganska trång och för att kunna se Diana från alla håll, lät Milles ta henne ett danssteg uppåt i luften med lätt bakåtvänt huvud. Den gracila sockeln, föreställande uppåtsträvande växter, bidrar i sin tur till det luftiga intrycket. Till hela arrangemanget hör även ett vildsvin och en hjort som från gårdshörnen på ingångssidan betrakta Diana och får så ett samspel mellan medelpunkt och omgivning.

## Dianafontänen II
Några år senare gjorde Carl Milles en variation av Dianafontänen i Chicago, USA. Här byttes sockeln föreställande träd och växter ut mot två i varann placerade urnor, den undre är smyckad med reliefer av jaktscener. Mycket av luftigheten och sirligheten gick därigenom förlorad, men här står Dianabrunnen inte heller i en trång innergård. Dianafontänen II finns även i parken vid Skytteholms herrgård på Ekerö.